# Pisa Sporting Club 1967-1968
Questa pagina raccoglie i dati riguardanti il Pisa Sporting Club nelle competizioni ufficiali della stagione 1967-1968.

## Stagione
Nella Stagione 1967-1968 il Pisa disputa il campionato di Serie B, un torneo a 21 squadre che prevede un turno di riposo, per il Pisa l'ultima di campionato, tre promozioni e quattro retrocessioni. Con 48 punti il Pisa si piazza in seconda posizione con il Verona, dietro al Palermo primo con 52 punti, queste le tre promosse. Scendono in Serie C il Potenza ultimo con 23 punti con il Novara con 35 punti al termine del torneo, il Messina ed il Venezia che avevano ottenuto 36 punti, dopo una lunga coda di spareggi.
Pur non essendo partito con i favori della vigilia, il Pisa si insedia subito nelle posizioni che contano della classifica, soprattutto grazie ad un attacco molto prolifico. Tra le vittorie più prestigiose dell'autunno vi è l'(1-0) sul Verona e il (3-0) nel sentito derby con il Livorno. Superata una piccola crisi di risultati (6 partite senza successo) tra dicembre e gennaio, il Pisa riprese a conquistare punti importanti fino alla primavera. L'ultima vittoria avviene alla quint'ultima di campionato (1-0) sulla Lazio, poi arrivano la sconfitta di Monza ed i pareggi in casa con Reggina e Novara. La penultima giornata di campionato il Pisa è impegnato a Venezia seguito da migliaia di tifosi ma perde (1-0). Ai nerazzurri, che per l'ultimo turno dovevano riposare (visto il numero dispari della squadre), non restava a questo punto che sperare nei risultati delle dirette concorrenti per la promozione: il Verona vinse a Ferrara (e raggiunse i nerazzurri al secondo posto), ma il Bari non andò oltre l'(1-1) a Perugia e rimase così distanziato dai pisani. Il Pisa si classifica così secondo a pari merito con l'Hellas Verona e conquista la promozione in Serie A per la prima volta nei campionati a girone unico, ritorna nella massima serie dopo 42 anni.
Il Pisa si comporta bene anche in Coppa Italia dove riesce ad arrivare ai Quarti di finale eliminando Verona e Modena, venendo sconfitto dall'Inter (1-1 a Pisa e 1-0 a San Siro).

## Rosa
| N. |                   | Ruolo | Calciatore          |
| -- | ----------------- | ----- | ------------------- |
|    | Italia (bandiera) | P     | Antonio Annibale    |
|    | Italia (bandiera) | P     | Ademaro Breviglieri |
|    | Italia (bandiera) | P     | Roberto Marconcini  |
|    | Italia (bandiera) | D     | Carlo Ripari        |
|    | Italia (bandiera) | D     | Bruno Romanini      |
|    | Italia (bandiera) | D     | Roberto Gasparroni  |
|    | Italia (bandiera) | D     | Piero Gonfiantini   |
|    | Italia (bandiera) | D     | Luciano Federici    |
|    | Italia (bandiera) | D     | Arturo Massari      |

| N. |                   | Ruolo | Calciatore           |
| -- | ----------------- | ----- | -------------------- |
|    | Italia (bandiera) | C     | Fabrizio Barontini   |
|    | Italia (bandiera) | C     | Claudio Guglielmoni  |
|    | Italia (bandiera) | C     | Carlo Cervetto       |
|    | Italia (bandiera) | C     | Giancarlo Prestini   |
|    | Italia (bandiera) | A     | Pierpaolo Manservisi |
|    | Italia (bandiera) | A     | Sandro Joan          |
|    | Italia (bandiera) | A     | Giampaolo Piaceri    |
|    | Italia (bandiera) | A     | Luigi Mascalaito     |
|    | Italia (bandiera) | A     | Enzo Badiani         |

## Risultati

### Campionato di Serie B

#### Girone di andata
| Arbitro: | Angonese (Mestre) |

|                 |           |           |
| Joan 22’ (rig.) | Marcatori | 9’ Vitali |

| Arbitro: | Vacchini (Milano) |

|                                                   |           |  |
| Cervetto 15’ Piaceri 35’, 41’ Manservisi 54’, 82’ | Marcatori |  |

| Arbitro: | Possagno |

|  |           |                       |
|  | Marcatori | 84’ (aut.) Tettamanti |

| Arbitro: | Carminati (Milano) |

|                                    |           |                  |
| Goffi 2’ Bergamo 14’ Fraschini 29’ | Marcatori | 85’, 88’ Piaceri |

| Arbitro: | Michelotti (Parma) |

|                                                  |           |                   |
| Manservisi 5’, 32’, 78’ Cervetto 30’ Piaceri 67’ | Marcatori | 41’, 84’ Galletti |

| Arbitro: | Piantoni (Terni) |

|                |           |                         |
| Pellizzaro 42’ | Marcatori | 18’ Joan 71’ Manservisi |

| Arbitro: | Possagno (Treviso) |

|                           |           |                    |
| Perucconi 29’ Landoni 77’ | Marcatori | 44’ (aut.) Lancini |

| Arbitro: | Torelli (Milano) |

|                           |           |                   |
| Manservisi 35’ Ripari 82’ | Marcatori | 46’ (rig.) Dugini |

| Arbitro: | Palazzo (Palermo) |

|             |           |                |
| Ferrari 80’ | Marcatori | 79’ Manservisi |

| Arbitro: | Gussoni (Tradate) |

|                           |           |         |
| Joan 56’, 61’ (rig.), 83’ | Marcatori | 19’ Bui |

| Reggio Emilia 19 novembre 1967 11ª giornata | Reggiana          | 0 – 0 | Pisa | Stadio Mirabello\| Arbitro: \| Toselli (Cormons) \| |
| Arbitro:                                    | Toselli (Cormons) |       |      |                                                     |

| Arbitro: | Acernese (Roma) |

|                |           |  |
| Mascalaito 56’ | Marcatori |  |

| Arbitro: | Monti (Ancona) |

|                                  |           |  |
| Joan 21’, 79’ (rig.) Piaceri 49’ | Marcatori |  |

| Arbitro: | Marchiori (Padova) |

|                 |           |          |
| Nocera 11’, 50’ | Marcatori | 90’ Joan |

| Pisa 17 dicembre 1967 15ª giornata | Pisa            | 0 – 0 | Potenza | Stadio Arena Garibaldi\| Arbitro: \| Canova (Milano) \| |
| Arbitro:                           | Canova (Milano) |       |         |                                                         |

| Roma 24 dicembre 1967 16ª giornata | Lazio            | 0 – 0 | Pisa | Stadio Flaminio\| Arbitro: \| Di Tonno (Lecce) \| |
| Arbitro:                           | Di Tonno (Lecce) |       |      |                                                   |

| Arbitro: | Picasso (Chiavari) |

|                            |           |                          |
| Manservisi 38’ Piaceri 84’ | Marcatori | 19’ Strada 36’ Vivarelli |

| Reggio Calabria 7 gennaio 1968 18ª giornata | Reggina        | 0 – 0 | Pisa | Stadio Comunale\| Arbitro: \| Pieroni (Roma) \| |
| Arbitro:                                    | Pieroni (Roma) |       |      |                                                 |

| Novara 14 gennaio 1968 19ª giornata | Novara            | 0 – 0 | Pisa | Stadio Comunale\| Arbitro: \| Vacchini (Milano) \| |
| Arbitro:                            | Vacchini (Milano) |       |      |                                                    |

| Arbitro: | Monti (Ancona) |

|                                 |           |  |
| Guglielmoni 5’ Piaceri 35’, 79’ | Marcatori |  |

| 28 gennaio 1968 21ª giornata |  | – Turno di riposo del PISA |  |  |

#### Girone di ritorno
| Arbitro: | Possagno (Treviso) |

|            |           |  |
| Vitali 30’ | Marcatori |  |

| Messina 11 febbraio 1968 23ª giornata | Messina                 | 0 – 0 | Pisa | Stadio Giovanni Celeste\| Arbitro: \| Caligaris (Alessandria) \| |
| Arbitro:                              | Caligaris (Alessandria) |       |      |                                                                  |

| Arbitro: | Leita (Catania) |

|                      |           |  |
| Joan 12’ Piaceri 42’ | Marcatori |  |

| Pisa 25 febbraio 1968 25ª giornata | Pisa            | 0 – 0 | Padova | Stadio Arena Garibaldi\| Arbitro: \| Lattanzi (Roma) \| |
| Arbitro:                           | Lattanzi (Roma) |       |        |                                                         |

| Arbitro: | Vacchini (Milano) |

|                                                  |           |  |
| Federici 27’ (aut.) Volpato 40’ Mujesan 50’, 67’ | Marcatori |  |

| Arbitro: | Gussoni (Tradate) |

|                    |           |  |
| Piaceri 53’ (rig.) | Marcatori |  |

| Arbitro: | Carminati (Milano) |

|  |           |          |
|  | Marcatori | 54’ Nova |

| Arbitro: | Francescon (Padova) |

|                |           |                      |
| Balestrieri 4’ | Marcatori | 56’ Piaceri 66’ Joan |

| Arbitro: | Branzoni (Pavia) |

|                |           |  |
| Gasparroni 39’ | Marcatori |  |

| Arbitro: | Motta (Monza) |

|  |           |             |
|  | Marcatori | 79’ Piaceri |

| Pisa 14 aprile 1968 32ª giornata | Pisa           | 0 – 0 | Reggiana | Stadio Arena Garibaldi\| Arbitro: \| Pieroni (Roma) \| |
| Arbitro:                         | Pieroni (Roma) |       |          |                                                        |

| Arbitro: | Vitullo (Roma) |

|  |           |                |
|  | Marcatori | 69’ Mascalaito |

| Arbitro: | Lo Bello (Siracusa) |

|                                          |           |  |
| Gonfiantini 26’ (aut.) Di Cristofaro 58’ | Marcatori |  |

| Arbitro: | D'Agostini (Roma) |

|             |           |  |
| Piaceri 89’ | Marcatori |  |

| Arbitro: | Francescon (Padova) |

|            |           |                |
| Pagani 29’ | Marcatori | 59’ Manservisi |

| Arbitro: | Marchiori (Padova) |

|          |           |  |
| Joan 74’ | Marcatori |  |

| Arbitro: | De Robbio (Torre Annunziata) |

|                       |           |          |
| Sala 1’ Vivarelli 72’ | Marcatori | 83’ Joan |

| Arbitro: | Monti (Ancona) |

|                       |           |                         |
| Cervetto 18’ Joan 44’ | Marcatori | 65’ Vallongo 88’ Toschi |

| Arbitro: | D'Agostini (Roma) |

|                |           |               |
| Manservisi 12’ | Marcatori | 67’ Gavinelli |

| Arbitro: | Motta (Monza) |

|            |           |  |
| Spagni 67’ | Marcatori |  |

| 16 giugno 1968 42ª giornata |  | – Turno di riposo del PISA |  |  |

### Coppa Italia
| Arbitro: | Panzino (Catanzaro) |

|             |           |  |
| Colombo 88’ | Marcatori |  |

| Arbitro: | Marengo (Chiavari) |

|             |           |  |
| Piaceri 88’ | Marcatori |  |

| Arbitro: | Barbaresco (Cormons) |

|                |           |               |
| Manservisi 72’ | Marcatori | 47’ Facchetti |

| Arbitro: | Vitullo (Roma) |

|              |           |  |
| Bonfanti 69’ | Marcatori |  |

## Statistiche

### Statistiche di squadra
| Competizione | Punti | In casa | In casa | In casa | In casa | In casa | In casa | In trasferta | In trasferta | In trasferta | In trasferta | In trasferta | In trasferta | Totale | Totale | Totale | Totale | Totale | Totale | DR  |
| Competizione | Punti | G       | V       | N       | P       | Gf      | Gs      | G            | V            | N            | P            | Gf           | Gs           | G      | V      | N      | P      | Gf     | Gs     | DR  |
| ------------ | ----- | ------- | ------- | ------- | ------- | ------- | ------- | ------------ | ------------ | ------------ | ------------ | ------------ | ------------ | ------ | ------ | ------ | ------ | ------ | ------ | --- |
| Serie B      | 48    | 20      | 12      | 7       | 1       | 34      | 11      | 20           | 5            | 7            | 8            | 14           | 21           | 40     | 17     | 14     | 9      | 48     | 32     | +16 |
| Coppa Italia |       | 3       | 2       | 1       | 0       | 3       | 1       | 1            | 0            | 0            | 1            | 0            | 1            | 4      | 2      | 1      | 1      | 3      | 2      | +1  |
| Totale       |       | 23      | 14      | 8       | 1       | 37      | 12      | 21           | 5            | 7            | 9            | 14           | 22           | 44     | 19     | 15     | 10     | 51     | 34     | +17 |

### Statistiche dei giocatori
| Giocatore      | Serie B  | Serie B | Coppa Italia | Coppa Italia | Totale   | Totale |
| Giocatore      | Presenze | Reti    | Presenze     | Reti         | Presenze | Reti   |
| -------------- | -------- | ------- | ------------ | ------------ | -------- | ------ |
| A. Annibale    | 32       | -22     | ?            | ?            | 32+      | -22+   |
| E. Badiani     | 2        | 0       | ?            | ?            | 2+       | 0+     |
| F. Barontini   | 40       | 0       | ?            | ?            | 40+      | 0+     |
| A. Breviglieri | 8        | -10     | ?            | ?            | 8+       | -10+   |
| C. Cervetto    | 20       | 3       | ?            | ?            | 20+      | 3+     |
| L. Federici    | 24       | 0       | ?            | ?            | 24+      | 0+     |
| R. Gasparroni  | 38       | 1       | ?            | ?            | 38+      | 1+     |
| P. Gonfiantini | 39       | 0       | ?            | ?            | 39+      | 0+     |
| C. Guglielmoni | 34       | 1       | ?            | ?            | 34+      | 1+     |
| S. Joan        | 39       | 13      | ?            | ?            | 39+      | 13+    |
| P. Manservisi  | 38       | 11      | ?            | ?            | 38+      | 11+    |
| L. Mascalaito  | 30       | 2       | ?            | ?            | 30+      | 2+     |
| A. Massari     | 7        | 0       | ?            | ?            | 7+       | 0+     |
| G. Piaceri     | 38       | 14      | ?            | ?            | 38+      | 14+    |
| C. Ripari      | 32       | 1       | ?            | ?            | 32+      | 1+     |
| B. Romanini    | 19       | 0       | ?            | ?            | 19+      | 0+     |